# أندري سكفاروك
أندري سكفاروك (بالأوكرانية: Скварук Андрій Богданович) هو رامي مطرقة أوكراني. أفضل رقم شخصي له هو 82.62 م. مثل بلاده في الأولمبياد.

## سجل المنافسة
| العام         | المسابقة                               | المكان                             | المركز        | ملاحظة        |
| يمثل أوكرانيا | يمثل أوكرانيا                          | يمثل أوكرانيا                      | يمثل أوكرانيا | يمثل أوكرانيا |
| ------------- | -------------------------------------- | ---------------------------------- | ------------- | ------------- |
| 1993          | بطولة العالم لألعاب القوى 1993         | شتوتغارت                           | —             |               |
| 1994          | بطولة أوروبا لألعاب القوى 1994         | هلسنكي                             | 11            | 74.22 م       |
| 1996          | الألعاب الأولمبية الصيفية 1996         | أتلانتا (جورجيا)، الولايات المتحدة | 4             | 79.92 م       |
| 1997          | بطولة العالم لألعاب القوى 1997         | أثينا                              | 2             | 81.46 م       |
| 1998          | بطولة أوروبا لألعاب القوى 1998         | بودابست                            | 14            | 75.56 م       |
| 1999          | بطولة العالم لألعاب القوى 1999         | إشبيلية، إسبانيا                   | 5             | 78.80 م       |
| 1999          | دورة الألعاب العسكرية 1999             | زغرب، كرواتيا                      | 1             | 79.76 م       |
| 2000          | الألعاب الأولمبية الصيفية 2000         | سيدني                              | 10            | 75.50 م       |
| 2000          | نهائي الجائزة الكبرى لألعاب القوى 2000 | الدوحة                             | 1             | 81.43 م       |
| 2001          | بطولة العالم لألعاب القوى 2001         | إدمونتون، كندا                     | 5             | 79.93 م       |
| 2002          | بطولة أوروبا لألعاب القوى 2002         | ميونخ، ألمانيا                     | 5             | 80.15 م       |
| 2003          | بطولة العالم لألعاب القوى 2003         | باريس، فرنسا                       | 4             | 79.68 م       |
| 2003          | نهائي ألعاب القوى العالمي 2003         | المجر                              | 5             | 78.76 م       |
| 2005          | بطولة العالم لألعاب القوى 2005         | هلسنكي                             | 9             | 76.01 م       |
| 2006          | بطولة أوروبا لألعاب القوى 2006         | غوتنبرغ                            | —             |               |

## روابط خارجية
- أندري سكفاروك على موقع الاتحاد الدولي لألعاب القوى (الإنجليزية)
- أندري سكفاروك على موقع أوليمبيديا (الإنجليزية)